# Twin Twin
Twin Twin is een Franse popgroep.
De band werd in 2010 opgericht door frontman Lorent Idir. In 2013 kwam het debuutalbum uit, getiteld Vive la vie. In 2014 nam Twin Twin deel aan de Franse preselectie voor het Eurovisiesongfestival. Met het nummer Moustache wist de band de nationale finale te winnen, waardoor ze Frankrijk mocht vertegenwoordigen op het Eurovisiesongfestival 2014, dat plaatsvond in de Deense hoofdstad Kopenhagen op 10 mei. Ze eindigden op de laatste plaats van de 26 landen, met amper twee punten. Het was voor het eerst in de geschiedenis dat Frankrijk op de laatste plaats eindigde.